# Histoire officielle

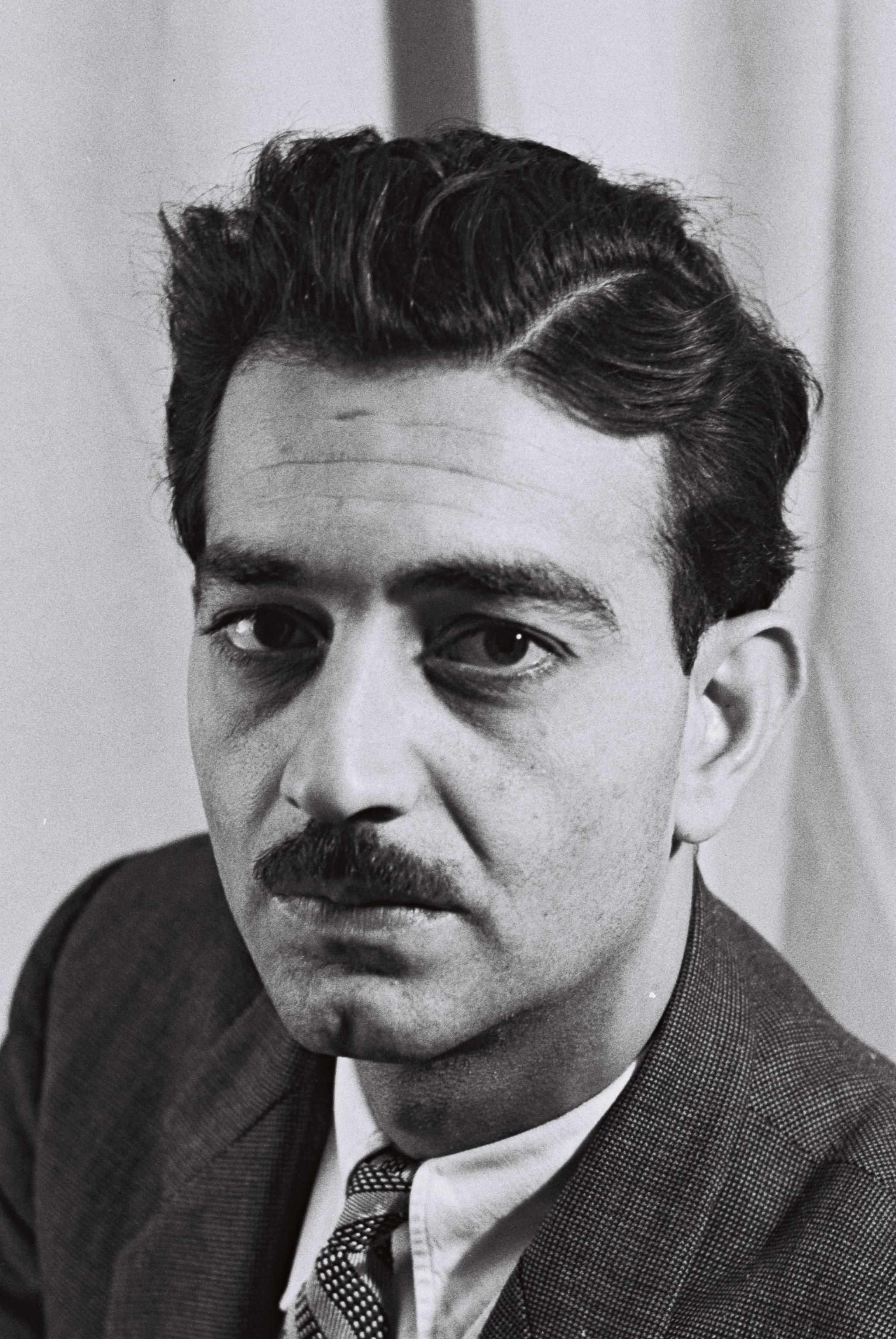
Dans son roman Les Aventures de Saïd le Peptimiste, le romancier arabe israélien Emile Habibi fait dire à l'instituteur de son héros : « Les conquérants, mon garçon, ne considèrent comme vraie que l’histoire qu’ils ont eux-mêmes fabriquée » et de rajouter « Il est vrai qu’ils ont démoli [nos] villages... et chassé leurs habitants. Mais, mon garçon, ils sont bien autrement cléments que les conquérants que furent nos aïeux il y a tant d’années. »
L'historien Avi Shlaim utilise cet exemple pour introduire un article traitant des « amnésies » des « histoires officielles » israélienne et palestinienne sur la guerre de 1948.

Ne doit pas être confondu avec L'Histoire officielle (film de 1985).
L'histoire officielle est une notion ambivalente qui met en jeu les fondements mêmes de l'historiographie.
L'histoire officielle, en tant que « mémoire collective », « amnésie collective » ou « mémoire nationale », est le récit historique sur lequel une nation « se forge son passé ». Elle est le résultat de l'influence de la société sur le récit historique au travers des valeurs qu'elle porte. Cette influence est exercée par des rites politiques et par l'enseignement de l'histoire. L'histoire officielle est parfois l'objet de remises en cause dans le contexte de l'« histoire critique », qui « revisite » certains faits dont la mémoire collective se serait éloignée.

## Construction de l'histoire officielle
L'histoire est une discipline scientifique basée sur l'honnêteté et une rigueur méthodologique. A contrario, la mémoire collective est par essence sélective et affective. Elle évolue au cours du temps et est en définitive trompeuse. L'une et l'autre interagissent cependant car si les historiens ont pour mission d'interroger voire de questionner les « représentations spontanées » que l'opinion se fait de l'histoire, ils en sont également des acteurs.
Selon Pierre Nora, deux vecteurs de l'influence qu'exerce une société sur l'histoire pour donner naissance à une « histoire officielle » sont les programmes d'enseignement (résultant des croyances et des valeurs des historiens ainsi que des courants idéologiques) et les rites politiques (commémorations, monuments, lieux de mémoire, etc.).
L'histoire officielle contribue également à définir les valeurs communes sur lesquelles une société se fonde et à forger une identité nationale. Elle est aussi une représentation du sens qu'une société veut donner à son avenir.

## Polémiques

### Révisionnisme
La critique de l'« histoire officielle » est partie intégrante de l'apologétique révisionniste. Ils avancent que le travail de description et d'analyse de la Shoah ou du génocide arménien ne serait que le résultat d'une doxa fallacieuse, d'une « histoire officielle », qui rapporterait mensongèrement des événements qui ne se seraient jamais produits.
En se réclamant de l'histoire critique et en contestant l'existence des chambres à gaz, affirmant que ce fait est ancré dans l'histoire officielle, les négationnistes s'inscrivent en porte-à-faux avec la plus grande partie des historiens. C'est d'ailleurs en cela que le négationnisme n'utilise pas la méthode scientifique et que l'on peut plus l'associer à une idéologie qu'à une école de pensée à proprement parler. En effet, le refus systématique de certitudes historiques sous prétexte qu'elles auraient servi à construire une histoire officielle est contestable en raison du fait que ce n'est pas parce qu'une théorie est validée par l'opinion commune, qu'elle est forcement fausse.
Dans son ouvrage Les Assassins de la mémoire, Pierre Vidal-Naquet, affirme que : « s'il n'est pas question de discuter avec les révisionnistes, on peut et on doit discuter sur les révisionnistes : expliquer ce que sont leurs procédés et leurs postulats et rappeler ce qu'est la 'vérité historique' ».

### Lois mémorielles

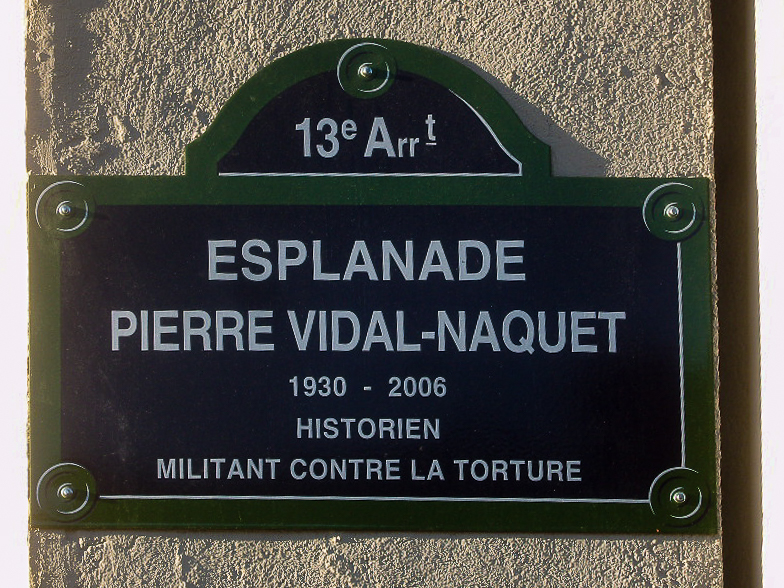
L'histoire Pierre Vidal-Naquet (1930-2006) est l'auteur de l'ouvrage Les Assassins de la mémoire dans lequel il déconstruit et condamne le discours négationniste. Il fut aussi un opposant à la Loi Gayssot, visant à pénaliser ce type de propos.

Il existe 4 lois mémorielles en France :
- la Loi Gayssot, réprimant la négation de la Shoah ;
- la loi du 21 janvier 2001 par laquelle, en son article unique, « la République française reconnaît le génocide arménien de 1915 » ;
- la loi du 21 mai 2001, dite Loi Taubira, condamnant donc l’esclavage et la traite atlantique ;
- la loi sur la colonisation affirmant la « reconnaissance de la Nation en faveur des Français rapatriés » et stipulant l’obligation pour les programmes et les manuels scolaires « de faire à la colonisation la place positive qu’elle mérite »[3].

La promulgation des deux premières lois n'avait suscité que peu d'inquiétude, à l'exception notable de celles de Pierre Vidal-Naquet et de Madeleine Rebérioux sur des dérives possibles. En 2005, par contre, la communauté historienne s’est mobilisée à la suite de la promulgation de la loi sur la « colonisation » ; et à la suite de la poursuite en justice sur la base de la loi Taubira de l'historien Olivier Pétré-Grenouilleau pour un ouvrage sur la traite négrière.
Selon Pierre Nora, l'opposition à ces lois a été due au fait qu'elles risquaient de « paralyser la recherche » et qu’elles « rappelai[en]t dangereusement les pratiques totalitaires » et en définitive, étaient « contraire à toute forme d’esprit historique ». Selon lui, ces lois poussent à récrire l’histoire du point de vue exclusif des victimes et manifestent une « tendance fâcheuse à projeter sur le passé des jugements moraux qui n’appartiennent qu’au présent, sans tenir le moindre compte de la différence des temps », pourtant un aspect central de l’histoire.
Pour Enzo Traverso, ces lois sont discutables car elles « instaurent une norme officielle dans l'interprétation du passé, en transformant la vérité historique en vérité d'État ». De plus, si le négationnisme doit être combattu, s'en protéger en légiférant est dangereux car il revient à créer un « effet pervers » et à transformer les « assassins de la mémoire » en « victimes d'une censure ». Pour Pierre Nora, il n'est cependant pas souhaitable de remettre en cause la Loi Gayssot « pour la simple raison que cette remise en cause juridique et officielle ne pourrait exprimer en direction de l’opinion qu’une autorisation et même un encouragement à la contestation [de l'existence] du génocide juif ».